# Sadside Project
I Sadside Project sono un gruppo musicale rock italiano originario di Roma. Nel loro stile basato su una matrice alternative rock e blues rock sono presenti contaminazioni rock'n'roll, folk tradizionale e blues.

## Storia del gruppo
Si sono formati nel 2008 come un duo composto da Gianluca Danaro (voce, chitarra) e Domenico Migliaccio (batteria) Nel 2009 hanno vinto il Rock Contest organizzato a Firenze da Controradio e nel 2011 hanno firmato per l'etichetta Jestrai Records che ha pubblicato il loro primo album Fairy Tales. Nel tour promozionale fanno da gruppo di supporto per il tour italiano di Joe Lally dei Fugazi, oltre ad aprire due date del Wow Tour dei Verdena, a Firenze e a Roma.
Nel 2012 hanno registrato il secondo lavoro, intitolato Winter Whales War e prodotto da Giancarlo Barbati de Il Muro del Canto che promosso dal video Molly ha visto la luce il 22 febbraio 2013 per l'etichetta Bomba Dischi/Audioglobe. Ha visto la collaborazione di diversi artisti del panorama musicale alternative rock italiano: Roberta Sammarelli (Verdena), che poi ha suonato con il gruppo in alcune date del tour, Adriano Viterbini (Bud Spencer Blues Explosion), Alberto Mariotti (King of the Opera), Clemente Biancalani (Bad Apple Sons).
Il 23 febbraio 2013 inaugurano il loro nuovo tour esibendosi con Roberta Sammarelli al Circolo degli Artisti di Roma.
Nel 2015 hanno pubblicato il loro terzo album, Voyages Extraordinaires, sempre per Bomba Dischi. A febbraio sono scelti per la copertina del magazine musicale freepress ExitWell.

## Formazione
- Gianluca Danaro: voce, chitarra, mandolino, tastiere, armonica (2009-presente)
- Domenico Migliaccio: batteria, percussioni (2009-presente)
- Claudio Gatta: basso, tastiere, chitarra (2015-2017)
- Andrea Ruggiero: violino (2015-2016)

guest
- Roberta Sammarelli - basso (2012-2013)

## Discografia

### Album
- 2011 - Fairy Tales - (Jestrai Records)
- 2013 - Winter Whales War - (Bomba Dischi/Audioglobe)
- 2015 - Voyages Extraordinaires - (Bomba Dischi/Audioglobe)

### EP
- 2010 - Take a Walk Outside - (Jestrai Records)